# Ghost of Yotei
Ghost of Yōtei (с англ. — «Призрак Йотея») — будущая компьютерная игра в жанре action-adventure с открытым миром, разрабатываемая компанией Sucker Punch Productions и издаваемая Sony Interactive Entertainment. Сиквел Ghost of Tsushima.
Игра анонсирована 25 сентября 2024 года в ходе конференции State of Play. Релиз игры запланирован на 2 октября 2025 года эксклюзивно для консоли PlayStation 5.

## Игровой процесс
Ghost of Yotei — это первая игра Sucker Punch, которая создаётся сразу для консоли PlayStation 5. Разработчики рассказали о новой технологии визуализации неба с мерцающими звёздами и полярными сияниями, а также более правдоподобными ветрами, которые будут видны на растительности. О новых механиках, улучшении геймплея и новом оружии будет рассказано позднее.
Действие игры происходит спустя 300 лет после событий Ghost of Tsushima в 1603 году в регионе вокруг вулканической горы Йотей, на острове Хоккайдо. В то время эти земли находились не во власти Японии, их делили между собой разбойники, пираты и небольшие кланы самураев, а также жители из народности эдзо.
Главной героиней выступит смертоносная ассасин Ацу (англ. Atsu), чью роль исполнит актриса озвучивания Эрика Иши, которая также послужила моделью для внешности героини. Ацу не связана с Дзином, главным героем предыдущей игры серии.
В игре будет открытый мир со множеством биомов — снежные леса, тундры, луга и поля.

## Споры
Факт того, что главную роль играет женщина, вызвал гневную реакцию у части пользователей, обвинявших создателей игры в историческом искажении, несмотря на факт существования онна-бугэйся или женщин-самураев, известных ещё со средневековой Японии, например Томоэ Годзэн, Хангаку Годзэн, императрицы Дзингу/ На YouTube начали распространяться видео, обвинявшие Ghost of Yotei в продвижении феминизма за наличие женщины-самурая. Внимание пользователей в соцсетях привлекла Эрика Иши, подарившая героине внешность и голос. Будучи ЛГБТ-персоной, она высказывалась против трансфобии и в поддержку ЛГБТ-персон. Из-за этого Иши стала мишенью для онлайн-травли. 
Негативная реакция могла последовать из-за радикальных взглядов и высказываний актрисы против полиции, белых мужчин. Некоторые пользователи опасаются того, что радикальная точка зрения Эрики может повлиять на игру: вместо исторически верного сеттинга (как первой части) в проекте будет больше уделено внимание DEI-повестке.

## Релиз
Игра Ghost of Yōtei была официально представлена на презентации PlayStation State of Play 24 сентября 2024 года и была номинирована на премию Game Awards в ноябре 2024 года в категории «Самая ожидаемая игра». 23 апреля 2025 года было подтверждено, что выход игры на PlayStation 5 запланирован на 2 октября 2025 года.
Также были анонсированы брендированные приставки PS 5, PlayStation DualSense со специальным брендингом в стиле игры.